# Bubuieci
Bubuieci es una comuna y pueblo de la República de Moldavia ubicada en el sector Ciocana de la capital, Chisináu.
En 2004 el pueblo tiene 5444 habitantes, el 91,62% étnicamente moldavo-rumanos, el 3,97% rusos y el 2,81% ucranianos. La comuna, que incluye también las pedanías de Bîc y Humulești, sumaba en el censo de 2004 un total de 6748 habitantes.
Se conoce su existencia desde el siglo XVI.
Se ubica en la periferia oriental de la capital, en el límite con el distrito de Anenii Noi.